# Nicolaas Bastert
Syvert Nicolaas Bastert, roepnaam Nicolaas of Nico (Maarsseveen, 7 januari 1854 – Loenen aan de Vecht, 18 april 1939) was een Nederlands kunstschilder, vooral bekend om zijn gezichten langs de rivier de Vecht. Hij wordt gerekend tot de 'nabloei' van de Haagse School.

## Leven en werk
Bastert werd geboren in een vooraanstaande familie op het landgoed Otterspoor te Maarseveen. Aanvankelijk leek hij voorbestemd voor een carrière in de handel en werkte op kantoor in de handelsonderneming van zijn vader, Jacob Nicolaas Bastert, te Amsterdam. In het atelier van Marinus Heijl ontmoette hij daar rond 1870 de jonge kunstschilder Geo Poggenbeek, met wie hij levenslang bevriend zou blijven. Hij koos in deze periode definitief voor de schilderkunst en werd in 1876 toegelaten tot de dagopleiding van de Rijksacademie voor Beeldende Kunsten te Amsterdam. Hij kreeg er tekenles en anatomieleer van August Allebé en esthetica van de kunstcriticus Joseph Alberdingk Thijm.
In 1878 volgde Bastert een wintercursus aan de Koninklijke Academie voor Schone Kunsten van Antwerpen en leerde daar Hein Kever en Theo Hanrath kennen. Daarna reisde hij met Poggenbeek door Zwitserland, Italië en Frankrijk, een periode die Bastert later zou omschrijven als "een groot genieten".
Tussen 1880 en 1882 woonden en werkten Poggenbeek en Bastert samen in Amsterdam, in het atelier van Poggenbeek bij het Oosterpark. In 1882 betrok Bastert een eigen atelier in Den Haag. Samen zouden ze in de daaropvolgende zeven jaar echter vaak naar een huisje in Breukelen afreizen om er het Hollandse landschap te schilderen. Bastert maakte er vooral veel riviergezichten bij de Vecht, niet allen in Breukelen maar ook in Maarssen en Nieuwersluis.
De stijl van Bastert werd sterk beïnvloed door de schilders van de Haagse School. Al snel trok hij de aandacht met zijn werk. Zo noemde de kunstcriticus Jan Veth hem in mei 1888 "De koning van het licht". Hij schreef: "Op de plaats waar Basterts schilderij hangt, is het als staat er een raam open waardoor men de Vecht in al zijn heerlijkheid aanschouwt". Vanaf 1885 werd er regelmatig werk van hem verkocht. Dit stelde hem in staat in alle rust een eigen stijl te ontwikkelen.
Tijdens zijn werkperiode in Den Haag voelde Bastert zich vaak eenzaam. In 1885 betrok hij daarom een atelier in de Oosterparkstaat in Amsterdam, naast dat van Poggenbeek. Later, na zijn huwelijk met Eva Versteeg, vestigde hij zich op het landgoed Zwaanvecht te Nigtevecht. In de eerste decennia van de twintigste eeuw schilderde hij ook vaak in het schildersdorp Heeze.
Bastert won gouden medailles op tentoonstellingen in Amsterdam, München en Parijs. Hij was lid van verdiensten van de Academie van Beeldende Kunsten te Rotterdam, van Arti et Amicitiae te Amsterdam en van de Pulchri Studio in Den Haag, waarvan de meeste Haagse Scholers lid waren.
Bastert was de leermeester van Constantia Arnolda Balwé, Leo Kurpershoek, Marie van Regteren Altena en Eva Emmelina Seelig. Hij overleed in 1939, 85 jaar oud.

## Galerij

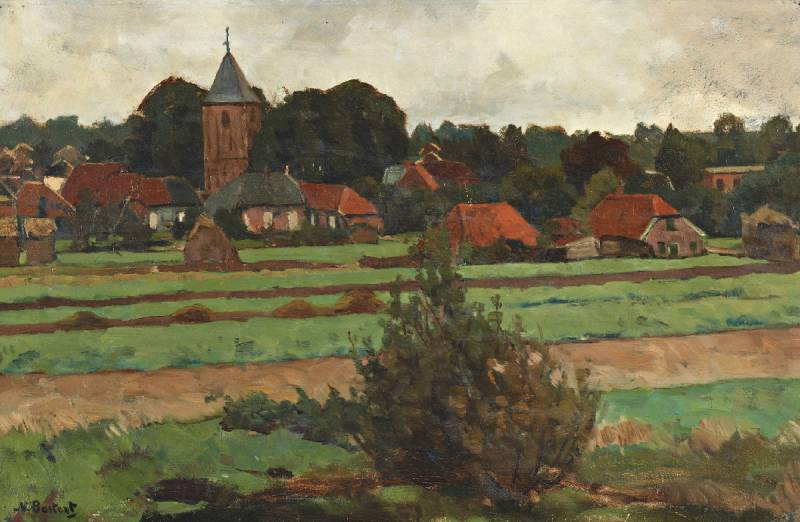
Dorpsgezicht (Loenen)
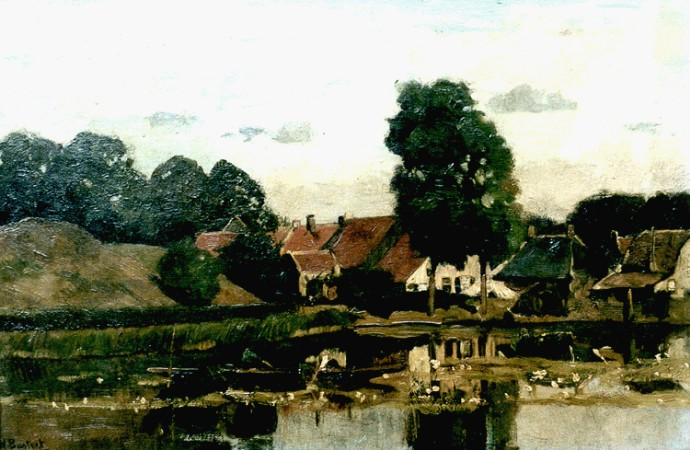
Fortgracht te Nieuwersluis
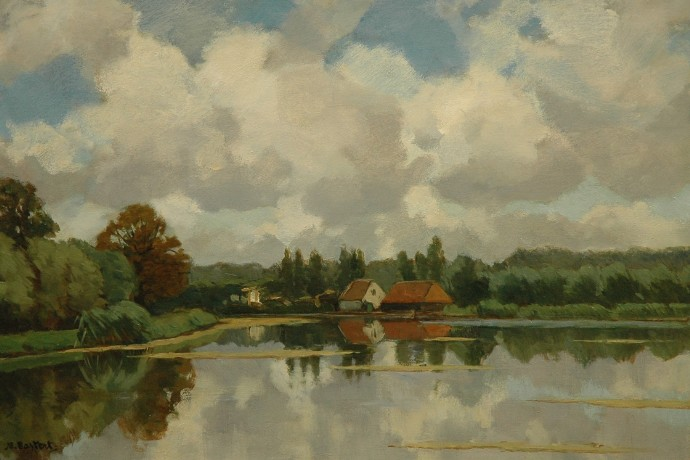
Op het water bij Loenen
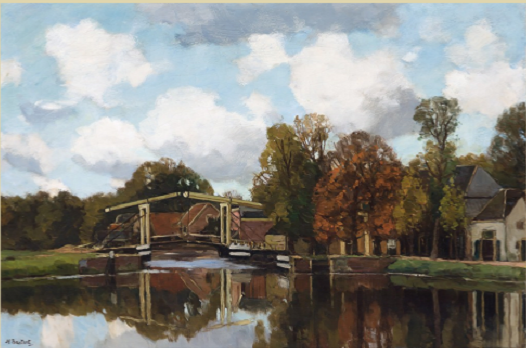
Langs de Vecht
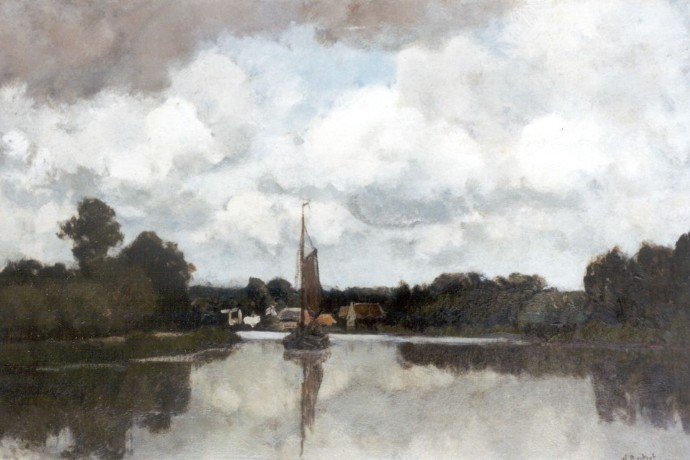
Vechtlandschap
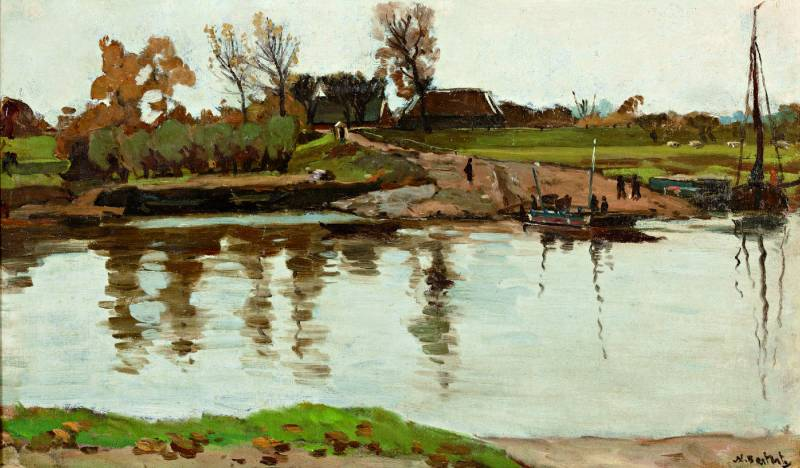
Veerpont aan de Vecht
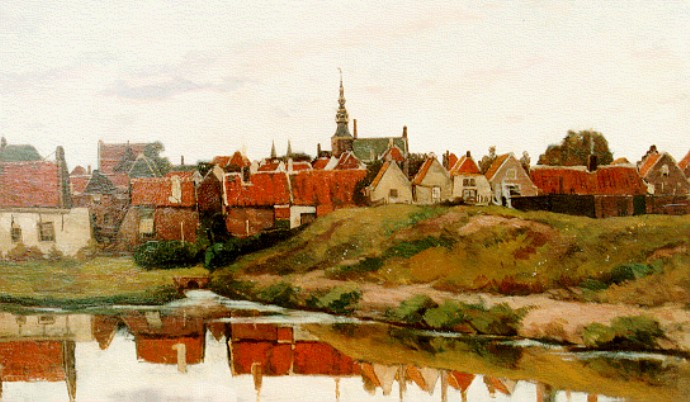
Gezicht op Zierikzee
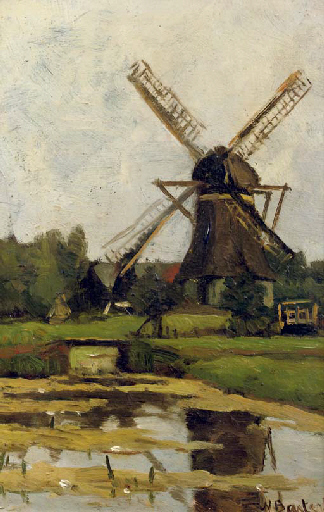
De windmolen
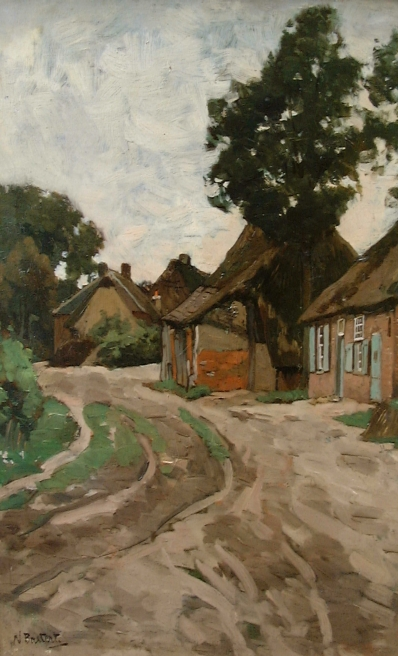
Boerderijen in Heeze
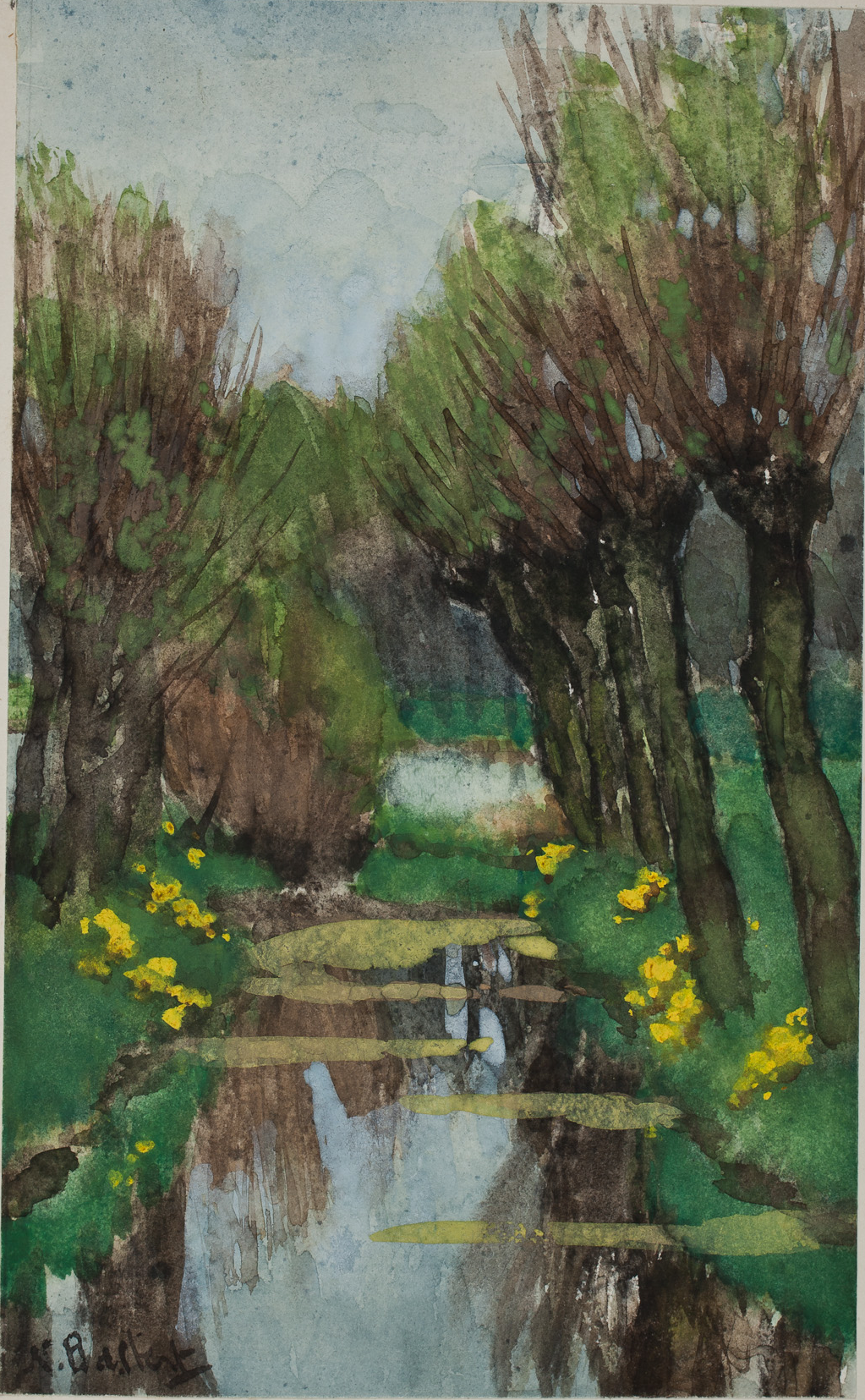
Illustratie in het autografenalbum van Rudolf Hugo Driessen